# Jean-Jacques Dordain
Jean-Jacques Dordain (Estrun, Norte-Paso de Calais, Francia, 14 de abril de 1946) es un ingeniero francés, director general de la Agencia Espacial Europea (ESA) desde julio de 2003. 
Dordain se graduó en la École Centrale Paris en 1969, posteriormente comenzó su carrera científica en la Oficina Nacional de Estudios e Investigaciones Aeroespaciales de Francia (ONERA) y más tarde trabajó como profesor en la Escuela Superior de la Aeronáutica y del Espacio (SUPAERO), en Toulouse, durante la década de los setenta y los ochenta del siglo XX. Ha dirigido numerosas investigaciones acerca de motores cohete y microgravedad. Asimismo, fue candidato a astronauta: en 1977 fue escogido junto a otros cuatro franceses para el programa Spacelab, aunque al final no llegaron más allá; y en 1979 se presentó para volar con los soviéticos, pero no superó la criba final, pues la ESA eligió a dos militares, Jean-Loup Chrétien y Patrick Baudry.
En 1998 fue secretario ejecutivo de la Agencia Japonesa de Exploración Aeroespacial (entonces NASDA, ahora JAXA) y a continuación comenzó su labor como director de lanzamientos en la ESA, de la que pasó a ser director general en julio de 2003. 

## Honores y distinciones
- Posee la función honoraria de rector de la International Space University.
- Oficial de la Orden Nacional de la Legión de Honor y de la Orden Nacional del Mérito de Francia.[2]
- Doctor honoris causa de la Universidad de Lieja, desde la reunión académica del 26 de septiembre de 2012.